# Otto Schindler (Agrarwissenschaftler)

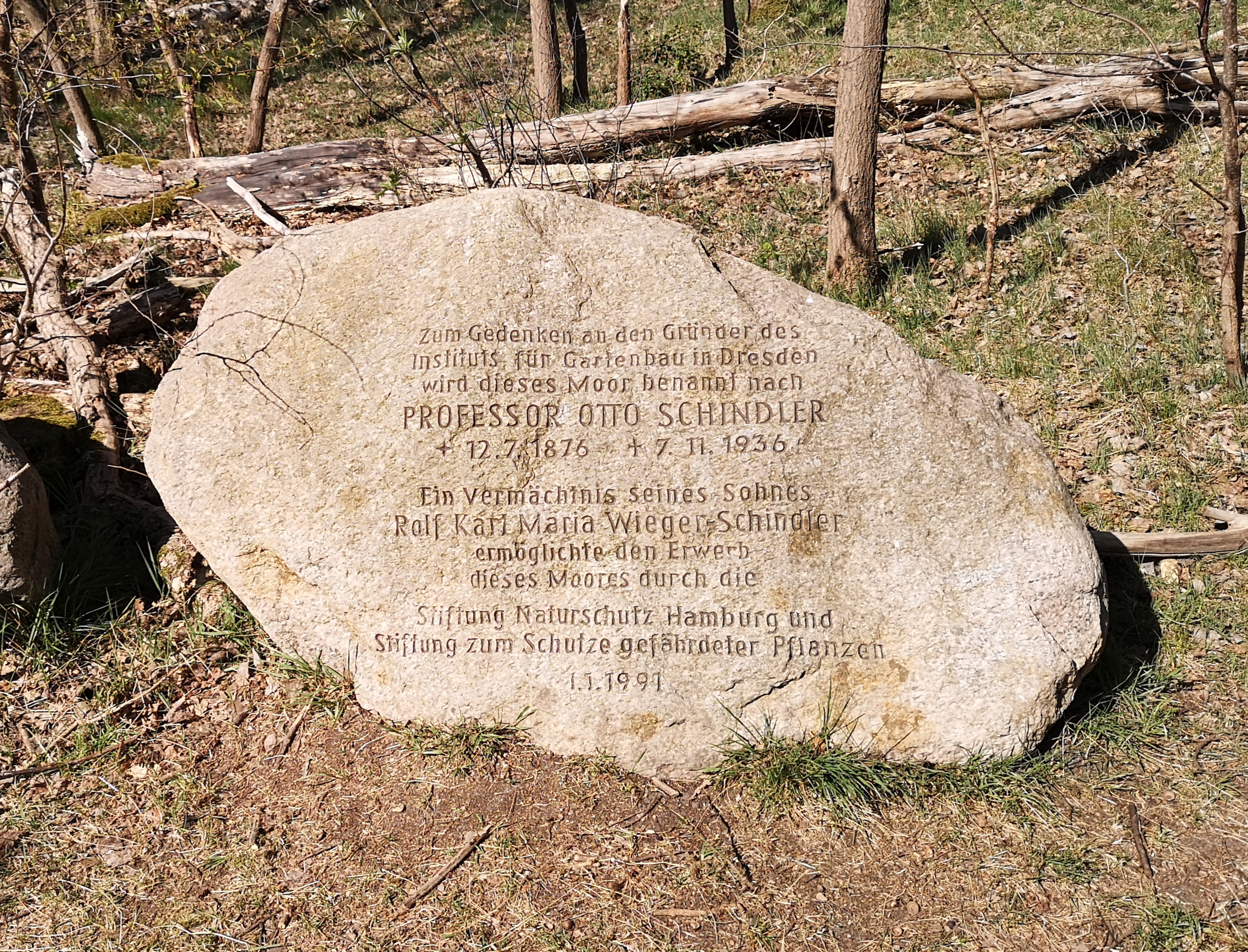
Gedenkstein für Otto Schindler am Wittmoor bei Norderstedt

Otto Schindler (* 12. Juni 1871 in Frankenthal (Pfalz); † 7. November 1936 in Pillnitz) war ein deutscher Gartenbaulehrer. Er war von 1911 bis 1922 Leiter des preußischen Pomologischen Instituts im schlesischen Proskau bei Oppeln und anschließend der sächsischen Staatslehranstalt für Gartenbau in Pillnitz bei Dresden. Er ist Züchter der Erdbeer-Sorten Mieze Schindler und Oberschlesien.

## Werdegang

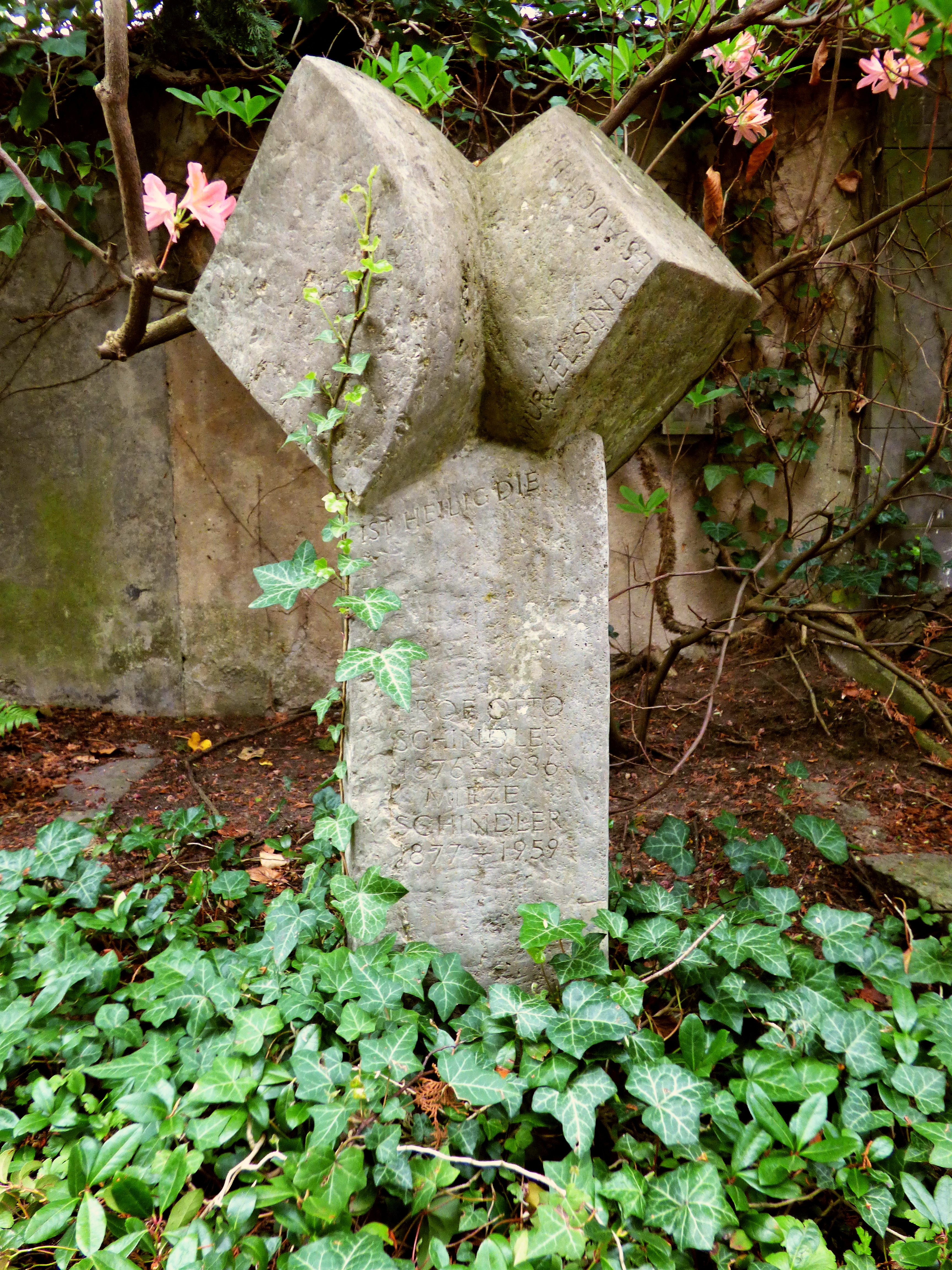
Das Grabmal von Otto Schindler und seiner Frau Mieze auf dem Friedhof in Dresden-Hosterwitz

Otto Schindler wurde im Jahre 1871 in Frankenthal in der Rheinpfalz geboren. Sein Vater leitete ein kleines Industrie-Unternehmen in Westfalen. Schon während seiner Schulzeit hielt sich Otto Schindler oft in einer benachbarten Gärtnerei auf. Seine Lehr- und Gehilfenzeit verbrachte er im Rheinland, im Königreich Hannover und in Bayern. Seine gärtnerische Fach-Ausbildung erhielt er in der Höheren Lehranstalt für Wein-, Obst- und Gartenbau im hessischen Geisenheim am Rhein, wo er auch das zweite Staatsexamen ablegte und gleichzeitig seine Lehrbefähigung nachwies. In Geisenheim assistierte er auch eine Zeit lang dem damaligen Landesobstbaulehrer für den Regierungsbezirk Wiesbaden, dessen Nachfolger er bald wurde. Nach kurzer Tätigkeit bei der Landwirtschaftskammer Wiesbaden kam er 1903 als Vorsteher der Abteilung für Obstbau an die Landwirtschaftskammer für die Provinz Sachsen in Halle (Saale). Im Jahr 1911 wurde er als Direktor der Proskauer Lehranstalt für Pomologie berufen, wo er gleichzeitig Abteilungsvorsteher für Obstbau, Baumschule und Landwirtschaft und Fachlehrer für Obstbau war. Das königliche pomologische Institut baute er während seiner Amtszeit (bis Mai 1922) durch Einführung neuer Unterrichtsfächer, Neugestaltung des Lehrplanes, Erweiterung der Kulturanlagen und der Versuchstätigkeit nach außen und innen weiter aus. Für diese Leistungen wurde ihm der Titel eines Ökonomierates verliehen.
Zum 1. Juni 1922 schied er aus dem preußischen Staatsdienst aus und wurde der erste Direktor der damals neu gegründeten Sächsischen Staatslehranstalt für Gartenbau in Pillnitz bei Dresden. Er baute die Anstalt zu einem Institut von internationalem Ruf als Ausbildungsstätte für den Gärtnerberuf aus. In Pillnitz züchtete er in den 1920er Jahren aus den Erdbeer-Sorten Lucida Perfecta und Johannes Müller die sehr wohlschmeckende, aber schlecht lager- und transportfähige und nicht sehr ertragreiche Erdbeersorte Mieze Schindler, der er den Kosenamen seiner Ehefrau (Mietze vermutlich von Maria oder von Minna) gab. Die von Schindler noch in Proskau gezüchtete Erdbeer-Sorte Oberschlesien fand bis zum Zweiten Weltkrieg große Verbreitung im Obsthandel.  Weitere von Schindler gezüchtete Erdbeersorten sind ‘Proskau’, ‘Pillnitz’, ‘Mathilde, ‘Ernst Preuß’, ‘Johannes Müller’ und ‘Königin Luise’. Schindler forschte außerdem auf dem Gebiet der Obstunterlagen, insbesondere am Einfluss der Unterlage auf die Entwicklung der aufveredelten Edelsorten und ihrer züchterischen Verbesserung. Er ist der Züchter der schwach wachsenden Apfelunterlage Pi80, die bis heute im Obstbau Verwendung findet.
Im Jahr 1922 erhielt Otto Schindler das Schlesische Bewährungsabzeichen, den Schlesischen Adler.
Im Juni 1925 wurde Schindler Mitglied der Fachkammer für Gartenbau bei der Landwirtschaftskammer des Freistaates Sachsen. Hier gehörte er dem Ausschuss für Gemüsebau, für Baumschulwesen und dem Schulausschuss an. Er setzte sich zudem für eine Strukturierung der gärtnerischen Ausbildung ein. Auf seine Initiative hin wurden in Schlesien Gehilfenprüfungen und Anerkennung von Gärtnereien als Lehrbetrieben eingeführt. Im Reichsverband des deutschen Gartenbaus arbeitete er in der Abteilung für das gärtnerische Ausbildungswesen mit.
Im Jahr 1928 wurde er durch das Preußische Landwirtschaftsministerium zum ordentlichen Professor für Obstbau an der Landwirtschaftlichen Hochschule in Berlin berufen. Mit der Position war auch die Leitung der Lehr- und Forschungsanstalt für Gartenbau (LuFA) in Berlin-Dahlem verbunden. Schindler lehnte den Ruf allerdings ab, da er weiter Direktor der Pillnitzer Lehranstalt bleiben wollte. In Anerkennung seine Leistungen für die Pillnitzer Lehranstalt und als Dank für seinen Entschluss, in Pillnitz zu bleiben, verlieh ihm das sächsische Wirtschaftsministeriums am 8. März 1929 die Amtsbezeichnung Professor.
Schindler starb Ende 1936 im Alter von 65 Jahren in Pillnitz.

## Veröffentlichungen
- Johannes Müller / Otto Bissmann / Walther Poenicke / Hermann Rosenthal / Otto Schindler et al., „Deutschlands Obstsorten“ – In diesem Werk werden mehr als 300 Apfel-, Birnen-, Pflaumen-, Erdbeer-, Aprikosen- und Weinsorten beschrieben. Das Werk erschien in den Jahren 1905 bis 1936 in 26 Lieferungen.